# De Jonge Samoerai: De Ring van Water
De Ring van Water is het vijfde boek in de fictiereeks De Jonge Samoerai, geschreven door de Engelse auteur Chris Bradford.
De Ring van Water speelt zich af begin zeventiende eeuw in Japan en gaat over Jack Fletcher, de gaijin samoerai. Na het verliezen van zijn geheugen gaat hij op zoek naar zijn gestolen bezittingen, met weinig hulp.
Het boek verscheen begin 2011 in Engeland, in Nederland op 4 september 2014.

## Samenvatting
Jack Fletcher wordt in een onbekende herberg wakker, met een vieze kimono aan. Hij weet niet meer wat er gebeurd is, en waar zijn spullen zijn.
Hij wil weten wat er gebeurd is, en hij gaat op zoek naar zijn bezittingen: zijn waardevolle zwaarden, de zwarte parel van Akiko en zijn vaders rutter.
Jack moet vertrouwen op zijn samoerai- én ninja-training. Maar hij krijgt alleen hulp van Ronin - een meesterloze samoerai. Wat zal Jack vinden? Wat zal hij verliezen? En wat zal hij moeten opofferen?

## Personages
- Jack Fletcher - hij was de eerste Engelsman die voet aan wal zette op Japan, en de eerste die samoerai werd. Nu is hij op weg naar huis.
- Ronin - een meesterloze samoerai. Hij helpt Jack met het terugvinden van Jacks bezittingen. Zijn verleden was tragisch. Een spion, vermomd als een monnik, vermoordde zijn vader, Obata Torayasu, en Ronin faalde in een poging om hem te beschermen. Daarom drinkt hij vaak sake - hij wil zijn verleden vergeten. Hij heeft ook zelf een techniek bedacht: Dronken Vuist.
- Hana - een bekwame meisjesdief, maar ook een hinin (verstoteling). Ronin en Jack komen haar tegen op hun reis.
- Riddling Monnik - een sluw-lijkend karakter. Hij heeft veel volgelingen. Hij heeft ook iets van Jack in zijn bezittingen.
- Matagoro Araki - samoerai op de Yagy Ryu-school die ook iets van Jack heeft.
- Botan - bekwame en meedogenloze samoerai, leider van een bende.
- Sanada - Daimio van de Nara provincie. Hij daagt Jack uit met de Japanse versie van Chess.
- Schorpioenbende - bende onder leiding van Kazuki (bestaande uit zijn vrienden). Kazuki wil Jacks hoofd.

## De Vijf Ringen
De titels van de nieuwe boeken in deze serie zijn vernoemd naar De Vijf Ringen.
Dit zijn de vijf grote elementen van het universum: Aarde, Water, Vuur, Wind & Hemel.

De Vijf Ringen vormen de basis van hoe ninja’s het leven zien. Ninja's erkennen de kracht van de natuur en ze proberen daarmee in harmonie te leven.

Elk van de Ringen staat voor verschillende lichamelijke en geestelijke toestanden:
Aarde staat voor stabiliteit en zelfvertrouwen;
Water staat voor flexibiliteit en aanpassingsvermogen;
Vuur staat voor energie en toewijding;
Wind staat voor vrijheid, zowel van de geest als van het lichaam;
Hemel staat voor de Ruimte, vol dingen die buiten ons alledaagse leven staan, de onzichtbare kracht en creatieve energie van de kosmos.

De Vijf Ringen komen voor in alles wat ninja's doen. De Ringen zijn de inspiratie voor ninja-technieken en tactieken.

Beheers de Vijf Ringen: leer om standvastig te zijn zoals de Aarde, soepel te zijn als het Water, toe te slaan als Vuur, te rennen als de Wind en alziend te zijn als de Hemel. Dan ben je een ninja.

## Andere boeken in deze serie in het Nederlands
- De Weg van de Krijger (15 januari 2009)
- De Weg van het Zwaard (27 oktober 2009)
- De Weg van de Draak (16 november 2010)
- De Ring van Aarde (26 augustus 2013)
- De Ring van Vuur (8 mei 2015)
- De Ring van Wind (15 juli 2015)
- De Ring van de Hemel (20 november 2015)